# Дороватка (Смоленская область)
Дороватка — деревня в Холм-Жирковском районе Смоленской области России. Входит в состав Лехминского сельского поселения. По состоянию на 2007 год постоянного населения не имеет. 
Расположена в северной части области в 5 км к юго-западу от Холм-Жирковского, в 36 км севернее автодороги М1 «Беларусь», на берегу реки Любастинка. В 7 км юго-западнее деревни расположена железнодорожная станция Игоревская на линии Дурово — Владимирский Тупик.

## История
В годы Великой Отечественной войны деревня была оккупирована гитлеровскими войсками в октябре 1941 года, освобождена в марте 1943 года.